# سيفروس سنيب
سيفروس سنيب سيفيروس، سناب، سنايب (بالإنجليزية: Severus Snape)‏ شخصية خيالية لساحر في سلسلة هاري بوتر للمؤلفة البريطانية ج. ك. رولنغ، سيفروس سنيب من أكثر الشخصيات غموضاً في السلسلة، ومُنذ ظهوره في الكتاب الأول هاري بوتر وحجر الفلاسفة عام 1997 عُد سيفروس سنيب شخصية ذات ميول شريرة. تطورت شخصية سنيب في السلسلة من مُعلم بغيض حقود إلى خائن، ثم إلى مُحب ذي توجهات أخلاقية غامضة في آخر كُتب السلسلة هاري بوتر وآثار الموت (2007). في مُقابلة معها، وصفت رولنغ سنيب بأنه «هبة على هيئة شخصية.» 
في السلسلة، فإن سيفروس سنيب هو مُعلم الوصفات السابق في مدرسة هوغوورتس للسحر والشعوذة، ورئيس منزل سليذرين فيها، قبل أن يُصبح مُعلماً للدفاع ضد فنون السحر الأسود، ثُم مُديراً لهوغوورتس في الكتاب السابع من السلسلة. سنيب أحد المقربين من ألباس دمبلدور ولورد فولدمورت على حد سواء، ومن السحرة المفتونين بفنون الظلام. ظهر سيفروس سنيب في جميع أجزاء السلسلة السبعة، وفي مناسبتين مختلفتين، عرف هاري بوتر عن أحداث ماضية باستخدام ذاكرته المحفوظة. أدى الممثل البريطاني آلان ريكمان دور سنيب في جميع الأفلام التي أُنتجت من السلسلة، كما أدى الممثل البريطاني الشاب أليك هوبكنز دور سنيب المُراهق في فيلم هاري بوتر وجماعة العنقاء.
في الكتاب السادس هاري بوتر والأمير الخليط اتضح أن سنيب هو الشخصية الغامضة التي حمل الكتاب اسمها، ومُعلم هاري السري الذي يحمل لقب الأمير الخليط The Half-Blood Prince. كشف هذا اللقب عن أصول سنيب السحرية المختلطة، ومهد للكشف الذي تلا في الكتاب السابع هاري بوتر وآثار الموت عن معرفته لوالدة هاري بوتر ليلي إيفانز مُنذ الطفولة رغم أصولها غير السحرية.
أثار اغتيال سيفروس سنيب ألباس دمبلدور في نهاية الكتاب السادس استياء القُراء وصدمتهم، كما طرح أسئلة جدية بشأن ولائه الحقيقي. اتضح في الكتاب السابع سبب إقدام سنيب على قتل دمبلدور، لكن توجهاته ومنطلقاته الأخلاقية بقيت غامضة حتى بعد مقتله على يد لورد فولدمورت.

## المولد والنشأة
وُلد سيفروس سنيب في لندن بتاريخ 9 يناير 1959 أو 1958،  أو 1960 بحسب التقدير التقريبي الأخير. والداه هُما توبياس سنيب العامي وإيلين برينس الساحرة، الأمر الذي يجعل منه ساحراً خليطاً. في السلسلة إشارات إلى طفولة سنيب المُعذبة، وفقره الشديد. عاش سنيب قريباً من ليلي إيفانز والدة هاري بوتر، وأحبها منذ البداية واستمر في حبها طوال حياته تقريباً. كما أنه كان أول من أخبرها بحقيقة كونها ساحرة. أبدى سنيب معرفة كبيرة بالعالم السحري في سن مُبكرة. وحين دخل هوغوورتس كان يعرف من اللعنات والتعاويذ مالا يعرفه التلاميذ الذين يوشكون على التخرج، كما أنه كان على علم بأنه سيصنف في منزل سليذرين، الأمر الذي يؤشر على افتتانه المبكر بالسحر الأسود.
بدأ العداء بين سيفروس سنيب وجيمس بوتر في أول رحلة لهم إلى هوغوورتس داخل قطار هوغوورتس السريع، وكان البادئ بالتنمر هو بوتر الذي سخر من سيفروس لرغبته في دخول سليذرين، وحول اسمه إلى «سنيفيلوس». فيما بعد، اتخذ العداء بينهما شكلاً أكثر عُنفاً ودرامية، خصوصاً مع تنافسهما على حب ليلي إيفانز، ما جعل جيمس بوتر وجماعة النهابين المؤلفة من جيمس بوتر وسيريوس بلاك وريموس لوبين وبيتر بيتجرو وكان جيمس بوتر وسيريوس بلاك على الأخص يستهدفون سيفروس سنيب طوال الوقت بذرائع مختلفة، وساعدهما على ذلك انعدام شعبية سنيب بين زملائه. من جهته، عادى سنيب جيمس بوتر وسيرياس بلاك بشدة، كما لم يستثن من العداء ريموس لوبين الميال إلى السلم إذ على الرغم من أنه لم يزعج سنيب بصورة مباشرة إلى أنه كان يلتزم الصمت عندما يفعل صديقاه جيمس وسيريوس ذلك، وقد انتقم منه سنيب فيما بعد، بالإضافة إلى ازدرائه التام لزميله في جماعة أكلة الموت لاحقاً، بيتر بيتيغرو.
بسبب العداء بينه وبين بوتر وبلاك، كاد سنيب يفقد حياته حين ضلله سيرياس بلاك ليذهب إلى شريكنغ هاوس حيث كان ريموس لوبين المستذءب مُحتجزاً هُناك في حالته الذئبية، وبرغم أن جيمس بوتر أنقذه، إلا أنه رفض أن يدين له بالفضل، لأنه رأى أن جيمس فعل ذلك لينقذ نفسه ورفاقه من المساءلة الجنائية حول مقتله، والذهاب إلى سجن أزكابان.
في سنتهم الخامسة، بعد امتحان مادة الدفاع ضد فنون السحر الأسود، اعتدى بوتر وبلاك على سنيب بالتعاويذ، وتمادى جيمس بوتر في إذلاله فخلع ملابسه بفعل السحر على مرأى ومسمع من الجميع خصوصاً ليلي إيفانز، الأمر الذي أورث سنيب مرارة لم ينسها حتى بعد مرور زمن طويل على مقتل جيمس بوتر.
خلال دراسته في هوغوورتس، ظهرت براعة سيفروس سنيب الاستثنائية في الوصفات السحرية، والتعاويذ، وفنون السحر الأسود. وفي سنته السادسة، عدل سنيب كتاب دليل صناعة الوصفات المتقدم المدرسي، وأضاف إليه الوصفات والتعاويذ التي ابتكرها موقعة باسمه المستعار: الأمير الخليط.
يظهر أن سنيب من مؤيدي معتقد نقاء الدم بالرغم من أنه هو نفسه خليط الأصول، الأمر الذي يشترك فيه مع لورد فولدمورت. ورغم كراهيته للسحرة المولودين من العامة، إلا أنه استثنى ليلي إيفانز التي أحبها، والتي تركته بسبب ازدرائه للمولودين من العامة. يأتي تأييد سنيب لنقاء الدم، وللسحر الأسود عن اقتناع داخلي، كما أن انضمامه إلى فولدمورت جاء عن قناعة كاملة.

## في جماعةأكلة الموت
انضم سنيب إلى لورد فولدمورت في الحرب الأولى عن كامل اقتناع بفلسفته، وأصبح من معاونيه الأوفياء. كان سنيب في هوغوورتس ضمن جماعة من سليذرين أصبحوا جميعاً أكلة موت، ما قد يعني أن سنيب انضم إلى أكلة الموت أثناء دراسته في هوغوورتس. كان سنيب هو من نقل النبوءة المتعلقة بمولد هاري بوتر الذي سيهزم أمير الظلام، لكنه ندم على ذلك حين فسر فولدمورت النبوءة واختار هاري بوتر ابن ليلي إيفانز حبيبته ليكون نده. توسل سنيب إلى فولدمورت ليُبقي على ليلي، ويقتل الولد وأباه، فوعده فولدمورت بذلك، الأمر الذي قد يفسر عدم رغبته في قتل ليلي بداية. فيما بعد، أدرك سنيب أن فولدمورت سيقتل ليلي بوتر، فلجأ إلى ألباس دمبلدور ليحميها، وخان فولدمورت مقابل حياة ليلي وعائلتها، لكنه لم يفلح في إنقاذها. بعد موت ليلي، قدم وعداً بحماية ابنها هاري رغم مقته له، ووفى به حتى النهاية.
حافظ سيفروس سنيب على علاقاته بزملائه السابقين من أكلة الموت، وأبقى على صداقته للوشيوس مالفوي، وتقديراً لصداقته، قام برعاية دراكو مالفوي ابن لوشيوس طوال فترة دراسته في هوغوورتس. في الكتاب الرابع هاري بوتر وكأس النار يلتقي سنيب زميله السابق في جماعة أكلة الموت إيغور كاكاروف، ويحسان بقرب عودة فولدمورت. يختار كاكاروف الهرب، بينما يختار سنيب البقاء والمواجهة، ويُفلح في إقناع فولدمورت بأن ولاءه لم يتغير له.
عمل سنيب جاسوساً لفولدمورت على ألباس دمبلدور وجماعة العنقاء، كما عمل جاسوساً لدمبلدور على لورد فولدمورت وأكلة الموت ولكن في النهاية كان ولائه لدمبلدور ودمبلدور فقط مع اقتناعه الكامل بمبدأ فولدمورت ولكن ليس بهذه الصورة من الوحشية.

## هوغوورتسوجماعة العنقاء
بعد انقلابه على لورد فولدمورت في عهد قوته، شفع ألباس دمبلدور له في محكمة واينزغاموت خلال حملة صيد أكلة الموت المحمومة التي أعقبت سقوط فولدمورت، وأنقذه من السجن في أزكابان مدى الحياة. انضم سنيب إلى جماعة العنقاء التابعة لدمبلدور، كما حصل على وظيفة دائمة في هوغوورتس كمعلم لمادة الوصفات السحرية رغم أنه تقدم في البداية لوظيفة معلم الدفاع ضد السحر الأسود، وبقي يتقدم لها كُل سنة حتى حصل عليها أخيراً بعد خمسة عشر عاماً في انتظارها. أصبح سيفروس سنيب أيضاً رئيس منزل سليذرين لستة عشر عاماً بعد تقاعد هوراس سلوغهورن رئيس البيت ومعلم الوصفات السابق في هوغوورتس عن التدريس.
بسبب رغبة سنيب في الحصول على منصب مُعلم مادة الدفاع ضد فنون السحر الأسود، كان شديد العداء لكل من درسوها في المدرسة. ففي سنة هاري بوتر الأولى في هوغوورتس، كان سنيب على عداء واضح مع كويرينس كويريل مُعلم المادة الذي كان فولدمورت يحتل جسده، وفيما السنة الثانية حول سنيب غيلدروي لوكهارت مُعلم المادة الثاني إلى أُضحوكة أثناء مبارزة تعليمية بينهما في نادي المبارزة بالمدرسة، وفي السنة الثالثة لمح لجميع الطلاب بأن ريموس لوبين مستذئب وتسبب في فقدانه لعمله. في السنة الرابعة، كان سنيب على عداء واضح وحذر مع ألاستور مودي مُعلم المادة الجديد الذي اتضح أنه آكل الموت بارتي كروتش الابن متنكراً. وفي السنة الخامسة، كان سنيب على عداء مع دولوريس أمبريدج مُعلمة المادة التي عينتها وزارة السحر، وكذلك كان كل معلمي هوغوورتس وتلاميذها. قال سنيب في الكتاب السادس أن دمبلدور يعتقد بأن توليه تدريس هذه المادة قد يُعيده إلى سيرته السابقة بسبب افتتانه بالسحر الأسود.
أصبح سنيب مُطارداً بعد قتله دمبلدور، واختفى خارج هوغوورتس، لكن سيطرة لورد فولدمورت على وزارة السحر أعادت سنيب إلى هوغوورتس بعد أن قرر فولدمورت تعيينه مديراً لها، وبقي سنيب في منصبه سنة واحدة 1997 - 1998.

## الحرب الثانية
بدأت الحرب الثانية بعودة لورد فولدمورت في الجزء الرابع من السلسلة، التي أقر سنيب بعدها صراحة بأنه أحد أكلة الموت كما قبل تكليف دمبلدور له بمهمة غامضة.
في الجزء الخامس يظهر سنيب كأحد أفراد جماعة العنقاء، ويؤدي مهمات خاصة لصالح الجماعة، كما أنه يُعلم هاري بوتر فنون الحماية العقلية دون أن يتغلب على كراهيته له ولوالده، وسيرياس بلاك.
يكتشف سنيب أن هاري لا يزال مستمراً في رؤية أفكار فولدمورت فيزجره، وينكشف أن معرفة ما يقوله فولدمورت لأتباعه هو عمل سنيب، ما يعني أنه عاد لمهمته القديمة جاسوساً للجماعة على فولدمورت الذي يدعوه أمير الظلام كما يفعل جميع أكلة الموت.
لم يظهر سنيب في معركة دائرة الغرائب والأسرار، لكنه كان من اخبر الجماعة ماذا ظن هاري حول سيرياس حين قال له امام مفتشة الوزارة ((بادفوت في خطر...يجب أن تساعده))فسألت امبريدج سنيب: ((عن ماذا يتحدث؟)) فأخبرها ((أتمني ان أعرف)) وخرج من المكتب بهدوء.
لم يكن سناب من تسبب بمقتل سيرياس بلاك بل القزم المنزلي كريتشر الذي ذهب بمحض إرادته إلى بيلاتريكس ليسترانج وأخبرها عن العلاقة بين هاري وسيرياس وأنه هو الوحيد الذي سيتحرك هاري لإنقاذه، فأخبرت بيلاتريكس فولدمورت الذي اخترق عقل هاري وأراه أن سرياس في خطر بقسم الألغاز والغوامض بالوزارة، فذهب هاري للوزارة للبحث عنه وإنقاذه وبدلا من أن يجده وجد مجموعة من أكلة الموت الذين كادوا أن يستولو على النبوءة لولا وصول بعض من أفراد من جماعة العنقاء.
- وقد وضحت كل هذه المعلومات في نهاية الجزء الخامس عندما كان دمبلدور يتحدث مع هاري بعد المعركة.

أيضاً يُقسم سنيب القسم الذي لا يُكسر لنارسيسا مالفوي على أنه سيقوم بحماية ولدها دراكو مالفوي، وبتنفيذ مهمته إذا فشل في تنفيذها، ورغم تردده إلا أنه يوافق على القسم لينفذ فيما بعد مهمة دراكو، وهي قتل دمبلدور.
قتل سنيب دمبلدور دون أن يأبه بتوسلاته { يتضح في الجزء السابع أن دمبلدور هو من طلب من سناب قتله (فقد كان يرجوه لتنفيذ هذا الطلب) }، وأعلن بوضوح موقفه إلى جانب فولدمورت، كما أعلن أنه هو الأمير الخليط، وأنه صاحب الوصفات والتعاويذ التي استخدمها هاري بوتر طوال سنته السادسة في هوجوورتس.
هرب سنيب بعد معركة هوجوورتس إلى سيد الظلام الذي قتله كي يصبح هو مالك العصى الأقدم الذي ظن أن سناب هو صاحبها الحقيقي مع أن صاحبها كما يظهر بالرواية السابعة هو دراكو ثم يستولي هاري على عصى دراكو فبالتالي تصبح العصى الأقدم لهاري ولا تستطيع هذه العصى أن تأذيه عندما يطلق عليه فلودمورت التعويذة القاتلة للمرة الثانية بحرب هوجوورتس.

## ولاء سنيب الحقيقي
كان ولاء سنيب الحقيقي مثار جدل عنيف تصاعد بعد أحداث الجزء السادس الصادمة، وقتل دمبلدور على يديه.
أعلن دمبلدور أنه يثق به حتى النهاية لوجود أمر بينهما، بينما أعلن سنيب عن ولائه لعلامة الظلام التي يجتمع عليها أكلة الموت ما يعني ولاءه لقائدهم لورد فولدمورت.
وفي السلسلة تناثرت الأدلة المتناقضة التي تدل على ولائه لكلا الطرفين:
| ولاء سنيب لدمبلدور                                              | ولاء سنيب لفولدمورت                                                    |
| --------------------------------------------------------------- | ---------------------------------------------------------------------- |
| مجيئه طواعية إليه، وانضمامه إلى جماعة العنقاء قبل سقوط فولدمورت | نقله الجزء الأول من النبوءة إليه، مما يثبت أنه كان يتجسس على دمبلدور   |
| ثقته به، ودفاعه عنه أمام محكمة واينزغاموت                       | قبوله بعودته بين أكلة الموت                                            |
| منحه إياه وظيفة في هوغوورتس                                     | إقرار سنيب بتقديمه أربعة عشر عاماً من المعلومات عن دمبلدور إلى فولدمورت |
| تجسسه لصالح جماعة العنقاء على أكلة الموت                        | تجسسه على جماعة العنقاء لصالح أكلة الموت                               |
| مكانته في جماعة العنقاء كواحد من المقربين إلى دمبلدور           | مكانته بين أكلة الموت كواحد من المقربين إلى فولدمورت                   |
| ثقة دمبلدور به حتى الرمق الأخير                                 | قيامه بقتل دمبلدور وفراره من هوغوورتس                                  |

! لكن في نهاية الرواية أتضح أن ولاء سنيب الحقيقي هو لدمبدور.
سنيب لم يكن مع فولدمورت أبداً. لقد أصبح سنيب مع دمبلدور منذ اللحظة التي بدأ فولدمورت فيها مطردة ليلي لأنه أحبها وهذا الذي لم يفهمه فولدمورت ابدا كما قال دمبلدور. لكن فولدمورت لم يدرك ذلك أبداً. لذلك كان دمبلدور يثق بسنيب ثقة عمياء. وظن فولدمورت أن سنيب رغب بليلي. لكن عندما قتلت أصبح يعمل لصالح دمبلدور لحماية هاري ضد فولدمورت وأصبح جاسوس لدمبلدور ويدعي أنه جاسوس لفولدمورت. وكان أحياناً ينقل أخبار حقيقية ليكسب ثقة فولدمورت وأتباعة مثلما فعل في الجزء السابع عندما نقل التاريخ الحقيقي لليلة نقل هاري من بيت خالته إلى بيت عائلة ويزلي.

## شخصيته وصفاته
وصف سناب بأنة غامض، صارم، تعيس، وساخر.و هو يكره هاري بشدة وغالبا كان يهينه باهانه والده جيمس بوتر. وكانت معاملة سنايب لهاري بهذه الطريقة ناتجة من العداء والمنافسة المريرة التي كانت بينه وبين جيمس بوتر عندما كانو في المدرسة. وكان على وجه الخصوص يرهب من سيريوس وجيمس الذان كانا لا يفوتان فرصه للتنمر على سنايب المراهق. مرت الايام وأصبح سناب استاذا في هوجورتس، أصبح رجلا واثقا من قدراتة، هادئ، ليس من النوع الذي يفقد اعصابة بسهولة.. ولكن مع ذلك في بعض الأحيان يفقد اعصابة خصوصا عندما ينعت بالجبان.
و مثل الأعضاء البارزين لمنزل سليذرين، سناب كان ساحرا ذكيا وماكرا. متحيزا لأعضاء منزلة ويفضلهم على المنازل الأخرى.
كما وصفه ج. ك. رولينغ في صفحة في التويتر [ سيفروس سناب في المنطقة الرمادية] أي انه ليس بطيبة الملائكة وليس شريرة بل مُنحاز نحو رغباته

## مصيره وولائه
يقتل سيفروس سنايب على يد لورد فولدمورت في شريكينغ هاوس في الجزء السابع من السلسلة، بعد أن ينقل ذكرياته لهاري بوتر وفي ذكرياته يرى هاري أن سنايب كان مخلصا لدمبلدور وأنه لم يكن آكل موت بل كان جاسوسا لدمبلدور على فولدمورت من اللحظة التي بدأ فيها فولدمورت بملاحقة آل بوتر، قتل سناب دمبلدور بسبب طلب مباشر من دمبلدور نفسه الذي كان يحتضر بالفعل بسبب لعنة قوية أصابته منذ سنة، بالإضافة إلى أنه كان يحمي هاري بوتر باستمرار وفاء لوالدته ليلي التي أحبها تقريبا طوال حياته وكان هاري ابنها يملك عينيها.
وفي نهاية السلسة يسمي هاري ابنه ألباس سيفروس تيمنا بأساتذته ذوي المكانة الأقرب إلى قلبه، وفي سنة ألباس سيفروس الأولى في هوجوورتس يخبر هاري ابنه بأنه ليس عليه الخوف من أن يكون في بيت سليذرين لأن سنيب كان فيه وكان أشجع شخص تقريبا قابله هاري في حياته.

## وصلات خارجية
1. ↑   https://antifandom.com/harrypotter/wiki/Severus_Snape. {{استشهاد ويب}}: |url= بحاجة لعنوان (مساعدة) والوسيط |title= غير موجود أو فارغ (من ويكي بيانات) (مساعدة)
2. ↑  J. K. Rowling, Harry Potter and the Deathly Hallows, Harry Potter (7) (بالإنجليزية), OL:82586W, QID:Q46758
3. ↑  "رولنغ عن سنيب في موقع الأمير الخليط. نسخة محفوظة 1 ديسمبر 2017 على موقع واي باك مشين.
4. ↑  تقديرات مُعجم هاري بوتر نسخة محفوظة 23 يونيو 2016 على موقع واي باك مشين.
5. ↑  ليلي وجيمس بوتر الذين دخلا هوغوورتس معه في نفس السنة وُلدا في أوائل 1960.
6. ↑  رولنغ، ج. ك. هاري بوتر والأمير الخليط. 2005. بلومزبري
7. ↑  رولنغ، ج. ك. هاري بوتر وآثار الموت. 2007. بلومزبري